# دن کین
جان دنیل «رازن» کین (انگلیسی: John Daniel Caine؛ زادهٔ ۱۰ اوت ۱۹۶۸) ژنرال نیروی هوایی ایالات متحده آمریکا و سرمایه‌گذار خطرپذیر است که به عنوان بیست و دومین رئیس ستاد مشترک نیروهای مسلح خدمت می‌کند. او از سال ۲۰۲۱ تا ۲۰۲۴ به عنوان معاون مدیر امور نظامی در سازمان اطلاعات مرکزی فعالیت کرده است.
کین فعالیت نظامی را از سال ۱۹۹۰ در نیروی هوایی آمریکا آغاز کرد و پس از پایان دوره آموزش، به‌عنوان خلبان جنگنده اف-۱۶ به گارد ملی هوایی پیوست. وی از ۲۰۱۶ تا ۲۰۱۸ دستیار فرمانده عملیات ویژه مشترک بود، از ۲۰۱۸ تا ۲۰۱۹ به‌عنوان جانشین فرمانده گروه ویژه عملیات مشترک فعالیت می‌کرد، از ۲۰۱۹ تا ۲۰۲۱ مدیر دفتر مرکزی برنامه دسترسی ویژه معاون وزیر دفاع در آموزش، فناوری و لجستیک بود و در فاصله سال‌های ۲۰۲۱ تا ۲۰۲۴ معاونت مدیر امور نظامی سازمان اطلاعات مرکزی آمریکا (سیا) را برعهده داشت. او در سال ۲۰۲۴ با درجه سپهبدی از نیروهای مسلح آمریکا بازنشسته شد.
کین در سال ۲۰۲۵ توسط دونالد ترامپ به خدمت فراخوانده شد، که به‌همراه مکسول تیلور تنها کسانی هستند که پس از بازنشستگی به این جایگاه منصوب می‌شوند. او همچنین به‌همراه هیو شلتون تنها افسران آمریکایی هستند که پیش از انتصاب به‌عنوان رئیس ستاد مشترک، در هیچ‌یک از شاخه‌های نیروهای مسلح، به‌عنوان فرمانده کل (رئیس ستاد نیرو) فعالیت نکرده‌اند. (هر چند شلتون پیش از انتصاب به‌عنوان رئیس ستاد مشترک، فرماندهی لشکر ۸۲ام هوابرد، سپاه شانزدهم هوابرد و فرماندهی عملیات ویژه آمریکا را برعهده داشت، ولی کین در عمل، هیچگاه فرماندهی هیچ یگانی را عهده‌دار نبوده است) وی همچنین تنها رئیس ستاد مشترک تاریخ آمریکا است، که پیش از انتصاب، دارای درجه ارتشبد یا دریابد (ژنرال ۴ ستاره) نبوده است.

## ریاست ستاد مشترک نیروهای مسلح
پس از تأیید ریاست ستاد مشترک نیروهای مسلح، کین یک بازدید اعلام‌نشده به مرز ایالات متحده آمریکا و مکزیک داشت و در آنجا با نیروهای شرکت‌کننده در مأموریت فرماندهی شمالی ایالات متحده در حمایت از اداره گمرک و حفاظت مرزی دیدار کرد. در مه ۲۰۲۵، کین در اجلاس ناتو در مقر این سازمان در بروکسل شرکت کرد و در مورد تقویت این اتحاد به بحث و گفتگو پرداخت.
او در ۲۱ ژوئن ۲۰۲۵ در جلسه‌ای در اتاق عملیات کاخ سفید حضور داشت، زمانی که ایالات متحده حملات هوایی به تأسیسات هسته‌ای ایران انجام داد. روز بعد، کین و پیت هگست، وزیر دفاع، در یک کنفرانس مطبوعاتی جزئیات عملیاتی حمله به برنامه هسته‌ای ایران را توضیح دادند.